# Acrobyla
Acrobyla is een geslacht van vlinders uit de familie van de uilen (Noctuidae). De wetenschappelijke naam van dit geslacht werd voor het eerst voorgesteld door Hans Rebel in een publicatie uit 1903.

## Soorten
- Acrobyla aulombardi Hacker, 2013
- Acrobyla draudti (Brandt, 1939)
- Acrobyla eylandti (Christoph, 1884)
- Acrobyla fibigeri (Hacker & Saldaitis, 2011)
- Acrobyla kneuckeri Rebel, 1903
- Acrobyla solituda (Brandt, 1938)